# Futbolo klubas Žalgiris
Il Futbolo klubas Žalgiris, meglio noto come Žalgiris, è una società calcistica lituana con sede nella città di Vilnius. Milita nella A lyga, la massima serie del campionato lituano di calcio.
È una delle squadre più titolate in Lituania, contando nel proprio palmarès 11 campionati nazionali, 14 coppe nazionali e 9 supercoppe nazionali; inoltre è anche la prima squadra lituana a partecipare alla fase a gironi di una competizione europea.

## Storia
Il club venne fondato nel 1947 come Dinamo Vilnius e nello stesso anno partecipò al campionato di Vtoraja Gruppa, la seconda serie del campionato sovietico di calcio. Nel 1948 la denominazione venne cambiata in Spartak Vilnius. Durante l'epoca sovietica il club, parte della VSS repubblicana, fu una delle poche squadre lituane a partecipare al campionato sovietico di calcio. Nel 1952 arrivò per la prima volta la promozione in Klass A, la massima serie sovietica. La permanenza in Klass A durò una sola stagione e nel 1953 lo Spartak Vilnius concluse il campionato all'undicesimo posto, venendo così retrocesso in Klass B. Dopo sei stagioni consecutive in Klass B tornò in Klass A al termine della stagione 1959 grazie alla decisione della federazione sovietica di ammettere in Klass A almeno una squadra per ognuna delle repubbliche di cui era costituita l'Unione Sovietica. Nel 1962 cambiò la propria denominazione in Žalgiris Vilnius e alla fine della stagione 1962, dopo aver mantenuto la categoria per due anni consecutivi, venne retrocesso in seconda serie. Dopo aver sfiorato la promozione in massima serie in un paio di occasioni, nel 1971 venne retrocesso in terza serie, categoria che mantenne nelle successive sei stagioni, finché nel 1977 conquistò la promozione in Pervaja Liga. Nel 1982 completò l'ascesa, vincendo il campionato di Pervaja Liga e venendo così promosso in Vysšaja Liga. Negli anni successivi seppe inserirsi nella parte alta della classifica, raggiungendo il miglior risultato nel 1987 con il terzo posto finale in classifica, che valse allo Žalgiris la qualificazione alla Coppa UEFA per l'edizione 1988-1989 per la prima volta nella sua storia. Nello stesso anno la squadra dello Žalgiris rappresentò la nazionale sovietica ai giochi della XIV Universiade, conquistando la medaglia d'oro dopo aver sconfitto in finale la Corea del Sud in finale per 5-0. La prima partecipazione alla Coppa UEFA si concluse al primo turno con l'eliminazione patita ad opera degli austriaci dell'Austria Vienna, i quali ribaltarono lo 0-2 dell'andata a Vilnius con un 5-2. Lo Žalgiris partecipò alla Coppa UEFA anche nell'edizione 1989-1990, dove riuscì a superare il primo turno eliminando gli svedesi dell'IFK Göteborg, ma venendo poi eliminato nei sedicesimi di finale dagli jugoslavi della Stella Rossa. Con la dichiarazione di indipendenza della Lituania, avvenuta l'11 marzo 1990, lo Žalgiris si ritirò dalla Vysšaja Liga per accedere al campionato lituano di calcio e partecipare alla Lietuvos Lyga 1990, campionato ibrido e non ufficiale. Per tutta risposta, la Federcalcio sovietica gli cancellò la partecipazione alla successiva Coppa UEFA, cui si era qualificato.
Nel 1991 ha vinto la prima edizione ufficiale della Lietuvos Lyga, la massima serie del campionato lituano di calcio, e ripetendosi nella stagione successiva. Grazie a quest'ultimo successo lo Žalgiris venne ammesso per la prima volta nella sua storia all'edizione 1992-1993 della Coppa dei Campioni, venendo eliminato al primo turno dagli olandesi del PSV. Nel 1993 cambiò denominazione in Žalgiris-EBSW, per poi tornare allo storico Žalgiris nel 1995. Dopo essersi classificato quasi sempre al secondo posto, tornò alla vittoria del campionato nazionale nel 1998-1999, superando di un solo punto il Kareda Šiauliai. Anche nel decennio successivo, come nel precedente, lo Žalgiris mantenne posizioni di alta classifica e partecipò a diverse edizioni delle coppe europee. Nel 2009 la società venne esclusa dalla A Lyga a causa di problemi finanziari e retrocessa in 1 Lyga. La società ricostituitasi il 23 febbraio 2009 venne denominata Vilniaus Miesto Futbolo Draugija Žalgiris (VMFD Žalgiris) e iscritta al campionato di 1 Lyga. Grazie anche al sostegno diretto del comune di Vilnius, la società è riuscita a ristrutturarsi e ad avere un sostegno finanziario tale da consentirle di tornare subito al vertice del campionato lituano. Nel 2010 venne ammesso al campionato di A Lyga e nel 2012 vinse la sua sesta coppa nazionale e dando avvio a una serie di sei edizioni vinte consecutivamente. E nel 2013 il VMFD Žalgiris è tornato alla vittoria del campionato dopo quattordici anni. Nello stesso anno ha ottenuto uno dei migliori risultati nella sua storia di partecipazione alle coppe europee, raggiungendo la fase play-off della UEFA Europa League 2013-2014, partendo dal primo turno preliminare. Dopo aver eliminato prima gli irlandesi del St Patrick's e poi gli armeni del P'yownik Fowtbolayin, nel terzo turno preliminare ha superato i polacchi del Lech Poznań grazie alla regola dei gol in trasferta. Nella fase play-off, valevole per l'accesso alla fase a gironi, il VMFD Žalgiris ha affrontato gli austriaci del RB Salisburgo, venendo eliminati con un complessivo 0-7. Si è confermato campione di Lituania anche negli anni successivi e nel 2015 il club è tornato alla denominazione storica di Futbolo klubas Žalgiris. Inoltre, dal 2014 al 2016 lo Žalgiris ha sempre vinto il campionato, la coppa nazionale e la supercoppa nazionale. E nello stesso 2016 è stato in grado di vincere due edizioni della coppa nazionale, essendo la seconda un'edizione di transizione al formato annuale: l'edizione 2015-2016, conquistata ai danni del Trakai dopo i tempi supplementari, e l'edizione 2016, vinta in finale 2-0 contro il Sūduva.
Il 27 luglio 2022, lo Žalgiris ha superato il Malmö FF nella partita di ritorno del secondo turno di qualificazione alla fase a gironi della UEFA Champions League, dopo aver già battuto gli svedesi nella gara di andata pochi giorni prima. In questo modo, la società si è assicurata almeno un posto nella Conference League, diventando così la prima squadra lituana di sempre a partecipare alla fase a gironi di una competizione europea.

### Denominazioni
Nel corso degli anni la squadra ha cambiato nome diverse volte:
- 1947 - Dinamo
- 1948-1961 - Spartak
- 1962 - Žalgiris
- 1993 - Žalgiris-EBSW, poi FK Žalgiris
- 2009 - VMFD Žalgiris
- 2015 - FK Žalgiris

## Palmarès

### Competizioni nazionali
- Pervaja Liga: 1

1982
- A lyga: 11

1991, 1991-1992, 1998-1999, 2013, 2014, 2015, 2016, 2020, 2021, 2022, 2024
- Lietuvos Taurė: 14

1991, 1992-1993, 1993-1994, 1997, 2003, 2011-2012, 2012-2013, 2013-2014, 2014-2015, 2015-2016, 2016, 2018, 2021, 2022
- LFF Supertaurė: 9

2003, 2013, 2014, 2015, 2016, 2017, 2020, 2023, 2025

### Competizioni internazionali
- Baltic League: 1

1990

### Altri piazzamenti
- Campionato sovietico:

Terzo posto: 1987
- Pervaja Liga:

Terzo posto: 1950
- Coppa dell'Unione Sovietica:

Semifinalista: 1987-1988
- Coppa delle Federazioni sovietiche:

Semifinalista: 1987
- Campionato lituano:

Secondo posto: 1992-1993, 1993-1994, 1996-1997, 1997-1998, 1999, 2000, 2011, 2012, 2017, 2018, 2019, 2023
Terzo posto: 1990, 1995-1996, 2001, 2010
- Coppa di Lituania:

Finalista: 1990, 1992-1992, 1994-1995, 2000, 2001, 2017
Semifinalista: 2019, 2020
- Supercoppa di Lituania:

Finalista: 2019, 2021, 2022
- Coppa Intertoto UEFA:

Semifinalista: 2005

## Organico

### Rosa 2025
Aggiornata al 9 luglio 2025.
| N. |                           | Ruolo | Calciatore                    |
| -- | ------------------------- | ----- | ----------------------------- |
| 1  | Venezuela (bandiera)      | P     | Carlos Olses                  |
| 2  | Costa d'Avorio (bandiera) | A     | Adama Fofana                  |
| 3  | Lituania (bandiera)       | D     | Džiugas Aleksa                |
| 5  | Francia (bandiera)        | D     | Thomas Basila                 |
| 7  | Comore (bandiera)         | C     | Kassim Hadji                  |
| 8  | Svezia (bandiera)         | C     | Dino Salčinović               |
| 9  | Lituania (bandiera)       | C     | Gustas Jarusevičius           |
| 10 | Brasile (bandiera)        | A     | Henrique Devens               |
| 11 | Serbia (bandiera)         | A     | Nikola Petković               |
| 15 | Ghana (bandiera)          | C     | Ebenezer Ofori                |
| 17 | Lituania (bandiera)       | C     | Giedrius Matulevičius         |
| 19 | Svezia (bandiera)         | D     | Mohamed Youla                 |
| 22 | Lituania (bandiera)       | D     | Ovidijus Verbickas (capitano) |
| 23 | Sudan del Sud (bandiera)  | A     | Machop Chol                   |
| 24 | Lituania (bandiera)       | A     | Motiejus Burba                |

| N. |                        | Ruolo | Calciatore         |
| -- | ---------------------- | ----- | ------------------ |
| 25 | Lituania (bandiera)    | D     | Vytis Pavilonis    |
| 26 | Comore (bandiera)      | D     | Younn Zahary       |
| 29 | Lituania (bandiera)    | C     | Kajus Bička        |
| 31 | Nigeria (bandiera)     | D     | Nelson Abiam       |
| 32 | Montenegro (bandiera)  | D     | Vasilije Radenović |
| 33 | Lituania (bandiera)    | A     | Nedas Klimavičius  |
| 41 | Lituania (bandiera)    | D     | Martynas Šetkus    |
| 44 | Lituania (bandiera)    | A     | Patrik Matyzonok   |
| 44 | Martinica (bandiera)   | D     | Joris Moutachy     |
| 49 | Portogallo (bandiera)  | D     | Bruno Tavares      |
| 56 | Lituania (bandiera)    | P     | Joris Aliukonis    |
| 71 | Serbia (bandiera)      | A     | Nemanja Mihajlović |
| 77 | Bielorussia (bandiera) | C     | Juryj Kendyš       |
| 96 | Romania (bandiera)     | P     | Árpád Tordai       |

### Rosa 2024
Aggiornata al 24 novembre 2024.
| N. |                                 | Ruolo | Calciatore          |
| -- | ------------------------------- | ----- | ------------------- |
| 1  | Lituania (bandiera)             | P     | Edvinas Gertmonas   |
| 2  | Costa d'Avorio (bandiera)       | C     | Adama Fofana        |
| 3  | Austria (bandiera)              | D     | Mario Pavelić       |
| 4  | Lituania (bandiera)             | D     | Kipras Kažukolovas  |
| 5  | Argentina (bandiera)            | C     | Nicolás Gorobsov    |
| 7  | RD del Congo (bandiera)         | C     | Joël Bopesu         |
| 8  | Giappone (bandiera)             | C     | Yukiyoshi Karashima |
| 9  | Lituania (bandiera)             | C     | Donatas Kazlauskas  |
| 10 | Lituania (bandiera)             | C     | Paulius Golubickas  |
| 11 | Bolivia (bandiera)              | A     | Leonardo Vaca       |
| 12 | Croazia (bandiera)              | D     | Petar Mamić         |
| 13 | Lituania (bandiera)             | C     | Saulius Mikoliūnas  |
| 15 | Bosnia ed Erzegovina (bandiera) | C     | Armin Hodžić        |
| 17 | Lituania (bandiera)             | C     | Matas Vareika       |

| N. |                        | Ruolo | Calciatore          |
| -- | ---------------------- | ----- | ------------------- |
| 22 | Lituania (bandiera)    | D     | Ovidijus Verbickas  |
| 23 | Lituania (bandiera)    | A     | Romualdas Jansonas  |
| 24 | Croazia (bandiera)     | P     | Tomislav Duka       |
| 26 | Tunisia (bandiera)     | D     | Nassim Hnid         |
| 28 | Lituania (bandiera)    | A     | Nauris Petkevičius  |
| 31 | Austria (bandiera)     | D     | Stipe Vučur         |
| 33 | Montenegro (bandiera)  | C     | Marko Milićković    |
| 53 | Francia (bandiera)     | C     | Billal Sebaihi      |
| 60 | Lituania (bandiera)    | D     | Tomas Bakšys        |
| 70 | Lituania (bandiera)    | P     | Dovas Elzbergas     |
| 71 | Bielorussia (bandiera) | C     | Juryj Kendyš        |
| 77 | Islanda (bandiera)     | A     | Árni Vilhjálmsson   |
| 96 | Lituania (bandiera)    | C     | Gustas Jarusevičius |
| 99 | Nigeria (bandiera)     | A     | Mathias Oyewusi     |

### Rosa 2023
Aggiornata al 6 aprile 2023.
| N. |                           | Ruolo | Calciatore          |
| -- | ------------------------- | ----- | ------------------- |
| 1  | Lituania (bandiera)       | P     | Edvinas Gertmonas   |
| 2  | Costa d'Avorio (bandiera) | C     | Adama Fofana        |
| 3  | Austria (bandiera)        | D     | Mario Pavelić       |
| 4  | Lituania (bandiera)       | D     | Kipras Kažukolovas  |
| 5  | Argentina (bandiera)      | C     | Nicolás Gorobsov    |
| 7  | RD del Congo (bandiera)   | C     | Joël Bopesu         |
| 8  | Giappone (bandiera)       | C     | Yukiyoshi Karashima |
| 9  | Lituania (bandiera)       | C     | Donatas Kazlauskas  |
| 10 | Lituania (bandiera)       | C     | Paulius Golubickas  |
| 11 | Bolivia (bandiera)        | A     | Leonardo Vaca       |
| 12 | Croazia (bandiera)        | D     | Petar Mamić         |
| 13 | Lituania (bandiera)       | C     | Saulius Mikoliūnas  |
| 15 | Svizzera (bandiera)       | C     | Oliver Buff         |
| 17 | Lituania (bandiera)       | C     | Matas Vareika       |

| N. |                        | Ruolo | Calciatore          |
| -- | ---------------------- | ----- | ------------------- |
| 22 | Lituania (bandiera)    | D     | Ovidijus Verbickas  |
| 23 | Lituania (bandiera)    | A     | Romualdas Jansonas  |
| 24 | Croazia (bandiera)     | P     | Tomislav Duka       |
| 26 | Tunisia (bandiera)     | D     | Nassim Hnid         |
| 28 | Lituania (bandiera)    | A     | Nauris Petkevičius  |
| 31 | Austria (bandiera)     | D     | Stipe Vučur         |
| 33 | Montenegro (bandiera)  | C     | Marko Milićković    |
| 53 | Francia (bandiera)     | C     | Billal Sebaihi      |
| 60 | Lituania (bandiera)    | D     | Tomas Bakšys        |
| 70 | Lituania (bandiera)    | P     | Dovas Elzbergas     |
| 71 | Bielorussia (bandiera) | C     | Juryj Kendyš        |
| 77 | Islanda (bandiera)     | A     | Árni Vilhjálmsson   |
| 96 | Lituania (bandiera)    | C     | Gustas Jarusevičius |
| 99 | Nigeria (bandiera)     | A     | Mathias Oyewusi     |

### Rosa 2022
Aggiornata al 14 agosto 2022.
| N. |                         | Ruolo | Calciatore         |
| -- | ----------------------- | ----- | ------------------ |
| 1  | Lituania (bandiera)     | P     | Edvinas Gertmonas  |
| 3  | Austria (bandiera)      | D     | Mario Pavelić      |
| 5  | Argentina (bandiera)    | C     | Nicolás Gorobsov   |
| 7  | RD del Congo (bandiera) | C     | Joël Bopesu        |
| 9  | Lituania (bandiera)     | C     | Donatas Kazlauskas |
| 10 | Brasile (bandiera)      | A     | Renan Oliveira     |
| 11 | Slovacchia (bandiera)   | A     | Jakub Sylvestr     |
| 12 | Croazia (bandiera)      | D     | Petar Mamić        |
| 13 | Lituania (bandiera)     | C     | Saulius Mikoliūnas |
| 15 | Serbia (bandiera)       | D     | Ivan Tatomirović   |
| 17 | Lituania (bandiera)     | C     | Matas Vareika      |

| N. |                     | Ruolo | Calciatore             |
| -- | ------------------- | ----- | ---------------------- |
| 18 | Lituania (bandiera) | C     | Adams Olubi            |
| 19 | Slovenia (bandiera) | D     | Klemen Bolha           |
| 22 | Lituania (bandiera) | D     | Ovidijus Verbickas     |
| 23 | Svizzera (bandiera) | C     | Oliver Buff            |
| 26 | Serbia (bandiera)   | D     | Nemanja Ljubisavljević |
| 31 | Croazia (bandiera)  | D     | Marko Karamarko        |
| 33 | Lituania (bandiera) | C     | Domantas Šimkus        |
| 77 | Ghana (bandiera)    | C     | Francis Kyeremeh       |
| 81 | Lituania (bandiera) | A     | Meinardas Mikulėnas    |
| 85 | Lituania (bandiera) | C     | Nojus Stankevičius     |
| 88 | Lituania (bandiera) | C     | Mantas Kuklys          |
| 89 | Francia (bandiera)  | A     | David N'Gog            |
| 95 | Lituania (bandiera) | P     | Gaudentas Ralys        |
| 96 | Lituania (bandiera) | C     | Gustas Jarusevičius    |